# The Civil War
Pour les articles homonymes, voir Civil War.
The Civil War est une série télévisée documentaire sur la guerre de Sécession réalisé par le cinéaste américain Ken Burns. Le documentaire dure onze heures, découpé en neuf épisodes.
La série a connu un grand succès lors de sa première diffusion sur PBS, la chaine de télévision publique américaine. Diffusé sur cinq soirées consécutives du 23 au 27 septembre 1990, il fut regardé par quarante millions de téléspectateurs, ce qui en fait le programme ayant connu la plus forte audience de l'histoire de PBS.
Le documentaire utilise plus de 16 000 photos d'archives, peintures, extraits de journaux de l'époque. Il se compose d'un récit cinématographique contemporain avec une narration de David McCullough, des anecdotes et des citations d'auteurs comme Shelby Foote et des interventions des historiens Barbara J. Fields, Ed Bearss et Stephen B. Oates. Plusieurs acteurs prêtent leur voix comme Sam Waterston pour Abraham Lincoln, Jason Robards pour Ulysses S. Grant, Garrison Keillor pour Walt Whitman ou Morgan Freeman pour Frederick Douglass, lisant des citations de ces personnages historiques. La série a été remastérisée pour son douzième anniversaire et un livre a été publié.
En France, la série fut diffusée sur Arte en mars 2009.

## Liste des épisodes
1. La Cause[1] (The Cause) (1861)
2. L'Impasse sanglante (A Very Bloody Affair) (1862)
3. Libres, à jamais (Forever Free) (1862)
4. Un meurtre, tout simplement (Simply Murder) (1863)
5. Les Batailles (The Universe of Battle) (1863)
6. La Vallée de l'ombre de la mort (Valley of the Shadow of Death) (1864)
7. Terre sanctifiée (Most Hallowed Ground) (1864)
8. La Guerre, c'est l'enfer (War Is All Hell) (1865)
9. Les Meilleurs Anges de notre nature (The Better Angels of Our Nature) (1865)

## Distribution
| - David McCullough - Sam Waterston - Julie Harris - Jason Robards - Morgan Freeman - Paul Roebling (en) - Garrison Keillor - George Black - Arthur Miller - Christopher Murney - Charley McDowell - Horton Foote - George Plimpton - Philip Bosco - Terry Courier - Jody Powell - Kurt Vonnegut | - Patrick Floersheim - Gabriel Le Doze - Pascal Germain - Maïk Darah - Guy Chapellier - Bernard Alane - Lionel Henry - Patrick Béthune - Évelyn Séléna - Georges Caudron - Damien Boisseau - Jean-Pierre Gernez - Denis Boileau - Jean-Paul Pitolin |